# Dirk Cantillon
Dirk Cantillon (in de jaren 1950- 1987) was een Belgisch voorvechter voor de rechten van holebi's. Hij richtte in 1972 de radicale groep "De Rode Hond" op en speelde een sleutelrol in de oprichting van "De Rooie Vlinder" in 1976, waar hij zich inzette voor de bevrijding en erkenning van homoseksuelen. Cantillon overleed in 1987 aan aids, maar zijn impact op de homobeweging in België blijft belangrijk.

## Vroege Leven
Dirk Cantillon werd geboren in de jaren 1950 en groeide op in een conservatieve omgeving in België. Op jonge leeftijd had hij al te maken met discriminatie vanwege zijn homoseksualiteit. Op dertienjarige leeftijd werd hij van de paterschool gestuurd nadat hij had geflikflooid met een andere jongen. De andere jongen, wiens vader senator en voorzitter van de CVP was, kreeg slechts een berisping en mocht blijven. Cantillon moest naar een andere school, tien kilometer verderop. Die afstand moest hij met de fiets afleggen, want sport werd beschouwd als goed voor het onderdrukken van zijn "seksuele driften".
Op zestienjarige leeftijd werd Cantillon verliefd op een jongen uit de plaatselijke jeugdclub. Toen zijn liefdesbrief onderschept werd, kreeg hij zowat het hele dorp over zich heen en werd hij uit de jeugdclub gezet. Hij ondernam een zelfmoordpoging. Vervolgens werd hij, tussen zijn zestiende en achttiende in een zestal psychiatrische instellingen opgenomen, telkens voor een periode van zeven à tien weken. Hij onderging er verschillende conversietherapieën om zijn homoseksualiteit te 'genezen': pillen die hem impotent maakten, slaapkuren, insulinespuiten, warme en koude douches en elektroshocks.
Zijn verhaal is bewijs dat de medicalisering van homoseksualiteit uit de jaren 1950 bleef duren gedurende de jaren zestig. Tot op heden is er geen duidelijk zicht op hoe de medicalisering van homoseksuelen zich in België vertaalde en welke effecten deze had op patiënten.

Het engagement en activisme van Cantillon zou sterk bepaald worden door zijn traumatische jeugdervaringen. In een tijdschrift van De Rooie Vlinder, getuigde hij:
Dit alles is nu meer dan acht jaar geleden. Acht jaar dat ik me red, iedere depressie uit mezelf weer te boven kom. Omdat ik de kracht in mij voel van mijn haat tegen de wereld van de normalen, tegen een wereld van vaders en moeders met kinderen, tegen een wereld van psychiaters en predikanten. In al wat ik doe en zeg en voel, draag ik de sporen van een verminkte jeugd, waar de elektroshocks stukken hebben uit weggereten, herinneringen die ik nooit meer boven kan halen. (...) Ze hebben me mijn jeugd afgepakt en het is moeilijk in een toekomst te geloven als je geen verleden hebt."

## Activisme

### De Rode Hond
In 1972 richtte Cantillon op 21-jarige leeftijd de groep De Rode Hond op, als afsplitsing van de Gentse Studentenwerkgroep Homofilie, die zich richtte op radicale politieke acties en de bevrijding van seksuele minderheden. De groep zou maar enkele maanden bestaan.
Cantillon vertaalde belangrijke teksten zoals "Le Rapport contre la Normalité" en verspreidde deze om bewustwording te creëren over de onderdrukking van seksuele minderheden. Hij was een drijvende kracht achter de organisatie van verschillende acties.
In 1973 werd Cantillon in aanvaring met het gerecht door een provocerende actie van De Rode Hond waarbij slogans op publieke gebouwen in Gent aangebracht werden. Dit liet een sterke indruk na en Cantillon wou niet opnieuw met provocerende feiten geassocieerd worden.

### De Rooie Vlinder
In 1976 wilden Guido Totté en Eddie Vansant een nieuwe links-radicale homogroep oprichten. Voor Totté was de participatie van Cantillon van cruciaal belang, vanwege zijn ervaring binnen de links-radicale homostrijd en zijn brede netwerk, waaronder contacten met de FHAR behoorden. Cantillon stond initieel argwanend tegenover zijn betrokkenheid bij de nieuwe groep, maar de twee mannen sloegen er uiteindelijk toch in om Cantillon te overtuigen om de groep mee op te richten. Op 1 oktober was De Rooie Vlinder geboren.
Ook al had De Rooie Vlinder geen formele hiërarchie en werkte de groep als een collectief, Cantillon was een van de leiders die de groep voorttrok. Hier kwam regelmatig kritiek op vanuit de andere leden. Als resultaat van een persoonlijk conflict met Cantillon werd een zekere John De Wit als enige in het bestaan van De Rooie Vlinder uit de groep gezet.
De groep organiseerde wekelijkse vergaderingen in Gent en Antwerpen, waar open debatten plaatsvonden en niet-leden ook welkom waren.

### Roze Aktiefront (RAF)
Na het ontbinden van De Rooie Vlinder in 1981, werd het Roze Aktiefront (RAF) opgericht. De groep was, in tegenstelling tot de Vlinder, toegankelijk voor lesbiennes en de afdeling bevond zich in het Dolle Minahuis, wat de band met de vrouwenbeweging duidelijk maakte. Ook binnen deze groep was Cantillon actief en oefende hij invloed uit.

## Overlijden
In 1987 overleed Dirk Cantillon aan aids. Zijn dood volgde na een kort ziekbed van slechts een week. Hij had een longontsteking en is gestikt omdat de antibiotica niet meer werkten. Zijn overlijden was een van de vele binnen de gemeenschap die zwaar getroffen werd door de aids-epidemie in de jaren 1980.